# ساندرا ميتشيل
ساندرا ميتشيل (بالإنجليزية: Sandra Mitchell)‏ هي مؤرخة وفيلسوفة أمريكية، ولدت في 1951.